# Cykling under sommer-OL 2020 – Linjeløb (herrer)
Landevejscyklingens linjeløb for herrer under Sommer-OL 2020 fandt sted lørdag den 24. juli 2021.
Løbet, der var 234 km langt, startede i Musashinonomori Park og sluttede på Fuji International Speedway-stadion. Ruten har i alt 4865 højdemeter. De første 40 km blev kørt gennem den relative flade del af forstæderne til Tokyo, indtil feltet når Doushi Road, som markerer starten på en lang, stabil stigning med på mere end 1000 m. Efter at have passeret Yamanaka-søen og krydset Kagosaka-passet, følger der en meget hurtig nedstigning på cirka 15 km. Herefter køres mod Gotemba, inden ruten fortsætter mod Mount Fuji-rundstrækningen. Når denne rundtrækning er slut køres tilbage mod Gotemba og videre mod Fuji Speedway. Men inden skal Fuji Sanroku-stigningen passeres på 14,3 km med en gennemsnitlig stigning på 6,0%. Umiddelbart efter passage af Fuji Speedway stadion starter opstigningen af til Mount Mikuni og Mikuni-rundstrækningen - en stigning med ca. 35 km til mål. Den 6,5 km stigning af Mikuni har en gennemsnitlig stigning på 10,6%, med sektioner, der når op på 20%. Ruten går herefter forbi Yamanaka-søen igen og krydser Kagosaka-passet endnu en gang, før der er nedkørsel tilbage mod Fuji Speedway og mål.

## Resultater
| Placering | Rygnummer | Rytter                     | Nation                    | Tid     | Forskel |
| --------- | --------- | -------------------------- | ------------------------- | ------- | ------- |
| 1         | 60        | Richard Carapaz            | Ecuador                   | 6:05:26 |         |
| 2         | 4         | Wout van Aert              | Belgien                   | 6:06:33 | + 1:07  |
| 3         | 6         | Tadej Pogačar              | Slovenien                 | 6:06:33 | + 1:07  |
| 4         | 32        | Bauke Mollema              | Holland                   | 6:06:33 | + 1:07  |
| 5         | 79        | Michael Woods              | Canada                    | 6:06:33 | + 1:07  |
| 6         | 87        | Brandon McNulty            | USA                       | 6:06:33 | + 1:07  |
| 7         | 13        | David Gaudu                | Frankrig                  | 6:06:33 | + 1:07  |
| 8         | 38        | Rigoberto Urán             | Colombia                  | 6:06:33 | + 1:07  |
| 9         | 23        | Adam Yates                 | Storbritannien            | 6:06:33 | + 1:07  |
| 10        | 50        | Maximilian Schachmann      | Tyskland                  | 6:06:47 | + 1:21  |
| 11        | 70        | Michał Kwiatkowski         | Polen                     | 6:07:01 | + 1:35  |
| 12        | 44        | Jakob Fuglsang             | Danmark                   | 6:08:09 | + 2:43  |
| 13        | 55        | João Almeida               | Portugal                  | 6:09:04 | + 3:38  |
| 14        | 24        | Alberto Bettiol            | Italien                   | 6:09:04 | + 3:38  |
| 15        | 33        | Dylan van Baarle           | Holland                   | 6:09:04 | + 3:38  |
| 16        | 58        | Dan Martin                 | Irland                    | 6:09:04 | + 3:38  |
| 17        | 22        | Simon Yates                | Storbritannien            | 6:09:04 | + 3:38  |
| 18        | 83        | Patrick Konrad             | Østrig                    | 6:09:04 | + 3:38  |
| 19        | 71        | Rafał Majka                | Polen                     | 6:09:06 | + 3:40  |
| 20        | 27        | Gianni Moscon              | Italien                   | 6:09:08 | + 3:42  |
| 21        | 91        | Aleksej Lutsenko           | Kasakhstan                | 6:11:46 | + 6:20  |
| 22        | 99        | Toms Skujiņš               | Letland                   | 6:11:46 | + 6:20  |
| 23        | 17        | Gorka Izagirre             | Spanien                   | 6:11:46 | + 6:20  |
| 24        | 25        | Damiano Caruso             | Italien                   | 6:11:46 | + 6:20  |
| 25        | 51        | Marc Hirschi               | Schweiz                   | 6:11:46 | + 6:20  |
| 26        | 72        | George Bennett             | New Zealand               | 6:11:46 | + 6:20  |
| 27        | 14        | Guillaume Martin           | Frankrig                  | 6:11:46 | + 6:20  |
| 28        | 8         | Primož Roglič              | Slovenien                 | 6:11:46 | + 6:20  |
| 29        | 48        | Emanuel Buchmann           | Tyskland                  | 6:11:46 | + 6:20  |
| 30        | 85        | Hermann Pernsteiner        | Østrig                    | 6:13:17 | + 7:51  |
| 31        | 54        | Michael Schär              | Schweiz                   | 6:13:17 | + 7:51  |
| 32        | 62        | Pavel Sivakov              | Ruslands Olympiske Komité | 6:13:17 | + 7:51  |
| 33        | 98        | Krists Neilands            | Letland                   | 6:15:38 | + 10:12 |
| 34        | 66        | Markus Hoelgaard           | Norge                     | 6:15:38 | + 10:12 |
| 35        | 111       | Yukiya Arashiro            | Japan                     | 6:15:38 | + 10:12 |
| 36        | 80        | Michael Kukrle             | Tjekkiet                  | 6:15:38 | + 10:12 |
| 37        | 100       | Kevin Geniets              | Luxembourg                | 6:15:38 | + 10:12 |
| 38        | 12        | Kenny Elissonde            | Frankrig                  | 6:15:38 | + 10:12 |
| 39        | 110       | Eder Frayre                | Mexico                    | 6:15:38 | + 10:12 |
| 40        | 52        | Stefan Küng                | Schweiz                   | 6:15:38 | + 10:12 |
| 41        | 56        | Nelson Oliveira            | Portugal                  | 6:15:38 | + 10:12 |
| 42        | 19        | Alejandro Valverde         | Spanien                   | 6:15:38 | + 10:12 |
| 43        | 7         | Jan Polanc                 | Slovenien                 | 6:15:38 | + 10:12 |
| 44        | 29        | Tom Dumoulin               | Holland                   | 6:15:38 | + 10:12 |
| 45        | 34        | Esteban Chaves             | Colombia                  | 6:15:38 | + 10:12 |
| 46        | 94        | Tanel Kangert              | Estland                   | 6:15:38 | + 10:12 |
| 47        | 61        | Jhonatan Narváez           | Ecuador                   | 6:15:38 | + 10:12 |
| 48        | 42        | Richie Porte               | Australien                | 6:15:38 | + 10:12 |
| 49        | 3         | Remco Evenepoel            | Belgien                   | 6:15:38 | + 10:12 |
| 50        | 96        | Amanuel Ghebreigzabhier    | Eritrea                   | 6:15:38 | + 10:12 |
| 51        | 31        | Wilco Kelderman            | Holland                   | 6:15:38 | + 10:12 |
| 52        | 74        | Stefan de Bod              | Sydafrika                 | 6:16:53 | + 11:27 |
| 53        | 28        | Vincenzo Nibali            | Italien                   | 6:16:53 | + 11:27 |
| 54        | 47        | Nikias Arndt               | Tyskland                  | 6:16:53 | + 11:27 |
| 55        | 97        | Merhawi Kudus              | Eritrea                   | 6:16:53 | + 11:27 |
| 56        | 93        | Anatolij Budjak            | Ukraine                   | 6:16:53 | + 11:27 |
| 57        | 11        | Benoît Cosnefroy           | Frankrig                  | 6:16:53 | + 11:27 |
| 58        | 2         | Tiesj Benoot               | Belgien                   | 6:16:53 | + 11:27 |
| 59        | 63        | Aleksandr Vlasov           | Ruslands Olympiske Komité | 6:16:53 | + 11:27 |
| 60        | 26        | Giulio Ciccone             | Italien                   | 6:16:53 | + 11:27 |
| 61        | 65        | Tobias Foss                | Norge                     | 6:16:53 | + 11:27 |
| 62        | 16        | Jesús Herrada              | Spanien                   | 6:16:53 | + 11:27 |
| 63        | 108       | Polychronis Tzortzakis     | Grækenland                | 6:21:46 | + 16:20 |
| 64        | 124       | Muradjan Khalmuratov       | Usbekistan                | 6:21:46 | + 16:20 |
| 65        | 77        | Guillaume Boivin           | Canada                    | 6:21:46 | + 16:20 |
| 66        | 102       | Aleksandr Riabusjenko      | Hviderusland              | 6:21:46 | + 16:20 |
| 67        | 9         | Jan Tratnik                | Slovenien                 | 6:21:46 | + 16:20 |
| 68        | 126       | Andrey Amador              | Costa Rica                | 6:21:46 | + 16:20 |
| 69        | 37        | Nairo Quintana             | Colombia                  | 6:21:46 | + 16:20 |
| 70        | 84        | Gregor Mühlberger          | Østrig                    | 6:21:46 | + 16:20 |
| 71        | 41        | Lucas Hamilton             | Australien                | 6:21:46 | + 16:20 |
| 72        | 40        | Luke Durbridge             | Australien                | 6:21:46 | + 16:20 |
| 73        | 101       | Michel Ries                | Luxembourg                | 6:21:46 | + 16:20 |
| 74        | 53        | Gino Mäder                 | Schweiz                   | 6:21:46 | + 16:20 |
| 75        | 59        | Nicolas Roche              | Irland                    | 6:21:46 | + 16:20 |
| 76        | 57        | Eddie Dunbar               | Irland                    | 6:21:46 | + 16:20 |
| 77        | 5         | Mauri Vansevenant          | Belgien                   | 6:21:46 | + 16:20 |
| 78        | 45        | Michael Valgren            | Danmark                   | 6:21:46 | + 16:20 |
| 79        | 18        | Ion Izagirre               | Spanien                   | 6:21:46 | + 16:20 |
| 80        | 86        | Lawson Craddock            | USA                       | 6:21:46 | + 16:20 |
| 81        | 35        | Sergio Higuita             | Colombia                  | 6:21:46 | + 16:20 |
| 82        | 67        | Tobias Halland Johannessen | Norge                     | 6:25:12 | + 19:46 |
| 83        | 68        | Andreas Leknessund         | Norge                     | 6:25:12 | + 19:46 |
| 84        | 112       | Nariyuki Masuda            | Japan                     | 6:25:16 | + 19:50 |
| 85        | 78        | Hugo Houle                 | Canada                    | 6:25:16 | + 19:50 |
| —         | 123       | Eduardo Sepúlveda          | Argentina                 | DNF     | DNF     |
| —         | 92        | Vadim Pronskij             | Kasakhstan                | DNF     | DNF     |
| —         | 107       | Attila Valter              | Ungarn                    | DNF     | DNF     |
| —         | 76        | Ryan Gibbons               | Sydafrika                 | DNF     | DNF     |
| —         | 75        | Nicholas Dlamini           | Sydafrika                 | DNF     | DNF     |
| —         | 116       | Orluis Aular               | Venezuela                 | DNF     | DNF     |
| —         | 10        | Rémi Cavagna               | Frankrig                  | DNF     | DNF     |
| —         | 88        | Juraj Sagan                | Slovakiet                 | DNF     | DNF     |
| —         | 21        | Geraint Thomas             | Storbritannien            | DNF     | DNF     |
| —         | 69        | Maciej Bodnar              | Polen                     | DNF     | DNF     |
| —         | 64        | Ilnur Zakarin              | Ruslands Olympiske Komité | DNF     | DNF     |
| —         | 95        | Peeter Pruus               | Estland                   | DNF     | DNF     |
| —         | 82        | Zdeněk Štybar              | Tjekkiet                  | DNF     | DNF     |
| —         | 119       | Josip Rumac                | Kroatien                  | DNF     | DNF     |
| —         | 46        | Christopher Juul-Jensen    | Danmark                   | DNF     | DNF     |
| —         | 113       | Manuel Rodas               | Guatemala                 | DNF     | DNF     |
| —         | 15        | Omar Fraile                | Spanien                   | DNF     | DNF     |
| —         | 1         | Greg Van Avermaet          | Belgien                   | DNF     | DNF     |
| —         | 109       | Christofer Jurado          | Panama                    | DNF     | DNF     |
| —         | 89        | Lukáš Kubiš                | Slovakiet                 | DNF     | DNF     |
| —         | 103       | Azzedine Lagab             | Algeriet                  | DNF     | DNF     |
| —         | 105       | Eduard-Michael Grosu       | Rumænien                  | DNF     | DNF     |
| —         | 120       | Paul Daumont               | Burkina Faso              | DNF     | DNF     |
| —         | 43        | Kasper Asgreen             | Danmark                   | DNF     | DNF     |
| —         | 129       | Feng Chun-kai              | Kinesisk Taipei           | DNF     | DNF     |
| —         | 20        | Tao Geoghegan Hart         | Storbritannien            | DNF     | DNF     |
| —         | 125       | Mohcine El Kouraji         | Marokko                   | DNF     | DNF     |
| —         | 90        | Dmitrij Gruzdev            | Kasakhstan                | DNF     | DNF     |
| —         | 73        | Patrick Bevin              | New Zealand               | DNF     | DNF     |
| —         | 122       | Saeid Safarzadeh           | Iran                      | DNF     | DNF     |
| —         | 30        | Yoeri Havik                | Holland                   | DNF     | DNF     |
| —         | 130       | Choy Hiu Fung              | Hongkong                  | DNF     | DNF     |
| —         | 128       | Royner Navarro             | Peru                      | DNF     | DNF     |
| —         | 104       | Hamza Mansouri             | Algeriet                  | DNF     | DNF     |
| —         | 106       | Evaldas Šiškevičius        | Litauen                   | DNF     | DNF     |
| —         | 114       | Moise Mugisha              | Rwanda                    | DNF     | DNF     |
| —         | 115       | Tristan de Lange           | Namibia                   | DNF     | DNF     |
| —         | 117       | Onur Balkan                | Tyrkiet                   | DNF     | DNF     |
| —         | 118       | Ahmet Örken                | Tyrkiet                   | DNF     | DNF     |
| —         | 121       | Wang Ruidong               | Kina                      | DNF     | DNF     |
| —         | 127       | Elchin Asadov              | Aserbajdsjan              | DNF     | DNF     |
| —         | 49        | Simon Geschke              | Tyskland                  | DNS     | DNS     |
| —         | 81        | Michal Schlegel            | Tjekkiet                  | DNS     | DNS     |

## Deltagere
| Belgien BEL | Belgien BEL       | Belgien BEL |
| ----------- | ----------------- | ----------- |
| Nr.         | Rytter            | Placering   |
| 1           | Greg Van Avermaet | DNF         |
| 2           | Tiesj Benoot      | 58.         |
| 3           | Remco Evenepoel   | 49.         |
| 4           | Wout van Aert     | 2.          |
| 5           | Mauri Vansevenant | 77.         |

| Slovenien SLO | Slovenien SLO | Slovenien SLO |
| ------------- | ------------- | ------------- |
| Nr.           | Rytter        | Placering     |
| 6             | Tadej Pogačar | 3.            |
| 7             | Jan Polanc    | 43.           |
| 8             | Primož Roglič | 28.           |
| 9             | Jan Tratnik   | 67.           |

| Frankrig FRA | Frankrig FRA     | Frankrig FRA |
| ------------ | ---------------- | ------------ |
| Nr.          | Rytter           | Placering    |
| 10           | Rémi Cavagna     | DNF          |
| 11           | Benoît Cosnefroy | 57.          |
| 12           | Kenny Elissonde  | 38.          |
| 13           | David Gaudu      | 7.           |
| 14           | Guillaume Martin | 27.          |

| Spanien ESP | Spanien ESP        | Spanien ESP |
| ----------- | ------------------ | ----------- |
| Nr.         | Rytter             | Placering   |
| 15          | Omar Fraile        | DNF         |
| 16          | Jesús Herrada      | 62.         |
| 17          | Gorka Izagirre     | 23.         |
| 18          | Jon Izagirre       | 79.         |
| 19          | Alejandro Valverde | 42.         |

| Storbritannien GBR | Storbritannien GBR | Storbritannien GBR |
| ------------------ | ------------------ | ------------------ |
| Nr.                | Rytter             | Placering          |
| 20                 | Tao Geoghegan Hart | DNF                |
| 21                 | Geraint Thomas     | DNF                |
| 22                 | Simon Yates        | 17.                |
| 23                 | Adam Yates         | 9.                 |

| Italien ITA | Italien ITA     | Italien ITA |
| ----------- | --------------- | ----------- |
| Nr.         | Rytter          | Placering   |
| 24          | Alberto Bettiol | 14.         |
| 25          | Damiano Caruso  | 24.         |
| 26          | Giulio Ciccone  | 60.         |
| 27          | Gianni Moscon   | 20.         |
| 28          | Vincenzo Nibali | 53.         |

| Holland NED | Holland NED      | Holland NED |
| ----------- | ---------------- | ----------- |
| Nr.         | Rytter           | Placering   |
| 29          | Tom Dumoulin     | 44.         |
| 30          | Yoeri Havik      | DNF         |
| 31          | Wilco Kelderman  | 51.         |
| 32          | Bauke Mollema    | 4.          |
| 33          | Dylan van Baarle | 15.         |

| Colombia COL | Colombia COL   | Colombia COL |
| ------------ | -------------- | ------------ |
| Nr.          | Rytter         | Placering    |
| 34           | Esteban Chaves | 45.          |
| 35           | Sergio Higuita | 81.          |
| 37           | Nairo Quintana | 69.          |
| 38           | Rigoberto Urán | 8.           |

| Australien AUS | Australien AUS | Australien AUS |
| -------------- | -------------- | -------------- |
| Nr.            | Rytter         | Placering      |
| 40             | Luke Durbridge | 72.            |
| 41             | Lucas Hamilton | 71.            |
| 42             | Richie Porte   | 48.            |

| Danmark DEN | Danmark DEN             | Danmark DEN |
| ----------- | ----------------------- | ----------- |
| Nr.         | Rytter                  | Placering   |
| 43          | Kasper Asgreen          | DNF         |
| 44          | Jakob Fuglsang          | 12.         |
| 45          | Michael Valgren         | 78.         |
| 46          | Christopher Juul-Jensen | DNF         |

| Tyskland GER | Tyskland GER          | Tyskland GER |
| ------------ | --------------------- | ------------ |
| Nr.          | Rytter                | Placering    |
| 47           | Nikias Arndt          | 54.          |
| 48           | Emanuel Buchmann      | 29.          |
| 49           | Simon Geschke         | DNS          |
| 50           | Maximilian Schachmann | 10.          |

| Schweiz SUI | Schweiz SUI   | Schweiz SUI |
| ----------- | ------------- | ----------- |
| Nr.         | Rytter        | Placering   |
| 51          | Marc Hirschi  | 25.         |
| 52          | Stefan Küng   | 40.         |
| 53          | Gino Mäder    | 74.         |
| 54          | Michael Schär | 31.         |

| Portugal POR | Portugal POR    | Portugal POR |
| ------------ | --------------- | ------------ |
| Nr.          | Rytter          | Placering    |
| 55           | João Almeida    | 13.          |
| 56           | Nelson Oliveira | 41.          |

| Irland IRL | Irland IRL    | Irland IRL |
| ---------- | ------------- | ---------- |
| Nr.        | Rytter        | Placering  |
| 57         | Eddie Dunbar  | 76.        |
| 58         | Daniel Martin | 16.        |
| 59         | Nicolas Roche | 75.        |

| Ecuador ECU | Ecuador ECU      | Ecuador ECU |
| ----------- | ---------------- | ----------- |
| Nr.         | Rytter           | Placering   |
| 60          | Richard Carapaz  | 1.          |
| 61          | Jhonatan Narváez | 47.         |

| Ruslands Olympiske Komité ROC | Ruslands Olympiske Komité ROC | Ruslands Olympiske Komité ROC |
| ----------------------------- | ----------------------------- | ----------------------------- |
| Nr.                           | Rytter                        | Placering                     |
| 62                            | Pavel Sivakov                 | 32.                           |
| 63                            | Aleksandr Vlasov              | 59.                           |
| 64                            | Ilnur Sakarin                 | DNF                           |

| Norge NOR | Norge NOR                  | Norge NOR |
| --------- | -------------------------- | --------- |
| Nr.       | Rytter                     | Placering |
| 65        | Tobias Foss                | 61.       |
| 66        | Markus Hoelgaard           | 34.       |
| 67        | Tobias Halland Johannessen | 82.       |
| 68        | Andreas Leknessund         | 83.       |

| Polen POL | Polen POL          | Polen POL |
| --------- | ------------------ | --------- |
| Nr.       | Rytter             | Placering |
| 69        | Maciej Bodnar      | DNF       |
| 70        | Michał Kwiatkowski | 11.       |
| 71        | Rafał Majka        | 19.       |

| New Zealand NZL | New Zealand NZL | New Zealand NZL |
| --------------- | --------------- | --------------- |
| Nr.             | Rytter          | Placering       |
| 72              | George Bennett  | 26.             |
| 73              | Patrick Bevin   | DNF             |

| Sydafrika RSA | Sydafrika RSA    | Sydafrika RSA |
| ------------- | ---------------- | ------------- |
| Nr.           | Rytter           | Placering     |
| 74            | Stefan de Bod    | 52.           |
| 75            | Nicholas Dlamini | DNF           |
| 76            | Ryan Gibbons     | DNF           |

| Canada CAN | Canada CAN       | Canada CAN |
| ---------- | ---------------- | ---------- |
| Nr.        | Rytter           | Placering  |
| 77         | Guillaume Boivin | 65.        |
| 78         | Hugo Houle       | 85.        |
| 79         | Michael Woods    | 5.         |

| Tjekkiet CZE | Tjekkiet CZE    | Tjekkiet CZE |
| ------------ | --------------- | ------------ |
| Nr.          | Rytter          | Placering    |
| 80           | Zdeněk Štybar   | DNF          |
| 81           | Michal Schlegel | DNS          |
| 82           | Michael Kukrle  | 36.          |

| Østrig AUT | Østrig AUT          | Østrig AUT |
| ---------- | ------------------- | ---------- |
| Nr.        | Rytter              | Placering  |
| 83         | Patrick Konrad      | 18.        |
| 84         | Gregor Mühlberger   | 70.        |
| 85         | Hermann Pernsteiner | 30.        |

| USA USA | USA USA         | USA USA   |
| ------- | --------------- | --------- |
| Nr.     | Rytter          | Placering |
| 86      | Lawson Craddock | 80.       |
| 87      | Brandon McNulty | 6.        |

| Slovakiet SVK | Slovakiet SVK | Slovakiet SVK |
| ------------- | ------------- | ------------- |
| Nr.           | Rytter        | Placering     |
| 88            | Juraj Sagan   | DNF           |
| 89            | Lukáš Kubiš   | DNF           |

| Kasakhstan KAZ | Kasakhstan KAZ   | Kasakhstan KAZ |
| -------------- | ---------------- | -------------- |
| Nr.            | Rytter           | Placering      |
| 90             | Dmitrij Gruzdev  | DNF            |
| 91             | Aleksej Lutsenko | 21.            |
| 92             | Vadim Pronskij   | DNF            |

| Ukraine UKR | Ukraine UKR     | Ukraine UKR |
| ----------- | --------------- | ----------- |
| Nr.         | Rytter          | Placering   |
| 93          | Anatolij Budjak | 56.         |

| Estland EST | Estland EST   | Estland EST |
| ----------- | ------------- | ----------- |
| Nr.         | Rytter        | Placering   |
| 94          | Tanel Kangert | 46.         |
| 95          | Peeter Pruus  | DNF         |

| Eritrea ERI | Eritrea ERI             | Eritrea ERI |
| ----------- | ----------------------- | ----------- |
| Nr.         | Rytter                  | Placering   |
| 96          | Amanuel Ghebreigzabhier | 50.         |
| 97          | Merhawi Kudus           | 55.         |

| Letland LAT | Letland LAT     | Letland LAT |
| ----------- | --------------- | ----------- |
| Nr.         | Rytter          | Placering   |
| 98          | Krists Neilands | 33.         |
| 99          | Toms Skujiņš    | 22.         |

| Luxembourg LUX | Luxembourg LUX | Luxembourg LUX |
| -------------- | -------------- | -------------- |
| Nr.            | Rytter         | Placering      |
| 100            | Kevin Geniets  | 37.            |
| 101            | Michel Ries    | 73.            |

| Hviderusland BLR | Hviderusland BLR      | Hviderusland BLR |
| ---------------- | --------------------- | ---------------- |
| Nr.              | Rytter                | Placering        |
| 102              | Aljaksandr Rabusjenka | 66.              |

| Algeriet ALG | Algeriet ALG   | Algeriet ALG |
| ------------ | -------------- | ------------ |
| Nr.          | Rytter         | Placering    |
| 103          | Azzedine Lagab | DNF          |
| 104          | Hamza Mansouri | DNF          |

| Rumænien ROU | Rumænien ROU         | Rumænien ROU |
| ------------ | -------------------- | ------------ |
| Nr.          | Rytter               | Placering    |
| 105          | Eduard-Michael Grosu | DNF          |

| Litauen LTU | Litauen LTU         | Litauen LTU |
| ----------- | ------------------- | ----------- |
| Nr.         | Rytter              | Placering   |
| 106         | Evaldas Šiškevicius | DNF         |

| Ungarn HUN | Ungarn HUN    | Ungarn HUN |
| ---------- | ------------- | ---------- |
| Nr.        | Rytter        | Placering  |
| 107        | Attila Valter | DNF        |

| Grækenland GRE | Grækenland GRE         | Grækenland GRE |
| -------------- | ---------------------- | -------------- |
| Nr.            | Rytter                 | Placering      |
| 108            | Polychrónis Tzortzákis | 63.            |

| Panama PAN | Panama PAN        | Panama PAN |
| ---------- | ----------------- | ---------- |
| Nr.        | Rytter            | Placering  |
| 109        | Christofer Jurado | DNF        |

| Mexico MEX | Mexico MEX  | Mexico MEX |
| ---------- | ----------- | ---------- |
| Nr.        | Rytter      | Placering  |
| 110        | Eder Frayre | 39.        |

| Japan JPN | Japan JPN       | Japan JPN |
| --------- | --------------- | --------- |
| Nr.       | Rytter          | Placering |
| 111       | Yukiya Arashiro | 35.       |
| 112       | Nariyuki Masuda | 84.       |

| Guatemala GUA | Guatemala GUA | Guatemala GUA |
| ------------- | ------------- | ------------- |
| Nr.           | Rytter        | Placering     |
| 113           | Manuel Rodas  | DNF           |

| Rwanda RWA | Rwanda RWA    | Rwanda RWA |
| ---------- | ------------- | ---------- |
| Nr.        | Rytter        | Placering  |
| 114        | Moïse Mugisha | DNF        |

| Namibia NAM | Namibia NAM      | Namibia NAM |
| ----------- | ---------------- | ----------- |
| Nr.         | Rytter           | Placering   |
| 115         | Tristan de Lange | DNF         |

| Venezuela VEN | Venezuela VEN | Venezuela VEN |
| ------------- | ------------- | ------------- |
| Nr.           | Rytter        | Placering     |
| 116           | Orluis Aular  | DNF           |

| Tyrkiet TUR | Tyrkiet TUR | Tyrkiet TUR |
| ----------- | ----------- | ----------- |
| Nr.         | Rytter      | Placering   |
| 117         | Onur Balkan | DNF         |
| 118         | Ahmet Örken | DNF         |

| Kroatien CRO | Kroatien CRO | Kroatien CRO |
| ------------ | ------------ | ------------ |
| Nr.          | Rytter       | Placering    |
| 119          | Josip Rumac  | DNF          |

| Burkina Faso BUR | Burkina Faso BUR | Burkina Faso BUR |
| ---------------- | ---------------- | ---------------- |
| Nr.              | Rytter           | Placering        |
| 120              | Paul Daumont     | DNF              |

| Kina CHN | Kina CHN     | Kina CHN  |
| -------- | ------------ | --------- |
| Nr.      | Rytter       | Placering |
| 121      | Wang Ruidong | DNF       |

| Iran IRI | Iran IRI         | Iran IRI  |
| -------- | ---------------- | --------- |
| Nr.      | Rytter           | Placering |
| 122      | Saeid Safarzadeh | DNF       |

| Argentina ARG | Argentina ARG     | Argentina ARG |
| ------------- | ----------------- | ------------- |
| Nr.           | Rytter            | Placering     |
| 123           | Eduardo Sepúlveda | DNF           |

| Usbekistan UZB | Usbekistan UZB      | Usbekistan UZB |
| -------------- | ------------------- | -------------- |
| Nr.            | Rytter              | Placering      |
| 124            | Muradjan Halmuratov | 64.            |

| Marokko MAR | Marokko MAR        | Marokko MAR |
| ----------- | ------------------ | ----------- |
| Nr.         | Rytter             | Placering   |
| 125         | Mohcine El Kouraji | DNF         |

| Costa Rica CRC | Costa Rica CRC | Costa Rica CRC |
| -------------- | -------------- | -------------- |
| Nr.            | Rytter         | Placering      |
| 126            | Andrey Amador  | 68.            |

| Aserbajdsjan AZE | Aserbajdsjan AZE | Aserbajdsjan AZE |
| ---------------- | ---------------- | ---------------- |
| Nr.              | Rytter           | Placering        |
| 127              | Elchin Asadov    | DNF              |

| Peru PER | Peru PER       | Peru PER  |
| -------- | -------------- | --------- |
| Nr.      | Rytter         | Placering |
| 128      | Royner Navarro | DNF       |

| Kinesisk Taipei TPE | Kinesisk Taipei TPE | Kinesisk Taipei TPE |
| ------------------- | ------------------- | ------------------- |
| Nr.                 | Rytter              | Placering           |
| 129                 | Chun Kai Feng       | DNF                 |

| Hongkong HKG | Hongkong HKG  | Hongkong HKG |
| ------------ | ------------- | ------------ |
| Nr.          | Rytter        | Placering    |
| 130          | Choi Hiu Fung | DNF          |

| Belgien BEL | Belgien BEL       | Belgien BEL |
| ----------- | ----------------- | ----------- |
| Nr.         | Rytter            | Placering   |
| 1           | Greg Van Avermaet | DNF         |
| 2           | Tiesj Benoot      | 58.         |
| 3           | Remco Evenepoel   | 49.         |
| 4           | Wout van Aert     | 2.          |
| 5           | Mauri Vansevenant | 77.         |

| Slovenien SLO | Slovenien SLO | Slovenien SLO |
| ------------- | ------------- | ------------- |
| Nr.           | Rytter        | Placering     |
| 6             | Tadej Pogačar | 3.            |
| 7             | Jan Polanc    | 43.           |
| 8             | Primož Roglič | 28.           |
| 9             | Jan Tratnik   | 67.           |

| Frankrig FRA | Frankrig FRA     | Frankrig FRA |
| ------------ | ---------------- | ------------ |
| Nr.          | Rytter           | Placering    |
| 10           | Rémi Cavagna     | DNF          |
| 11           | Benoît Cosnefroy | 57.          |
| 12           | Kenny Elissonde  | 38.          |
| 13           | David Gaudu      | 7.           |
| 14           | Guillaume Martin | 27.          |

| Spanien ESP | Spanien ESP        | Spanien ESP |
| ----------- | ------------------ | ----------- |
| Nr.         | Rytter             | Placering   |
| 15          | Omar Fraile        | DNF         |
| 16          | Jesús Herrada      | 62.         |
| 17          | Gorka Izagirre     | 23.         |
| 18          | Jon Izagirre       | 79.         |
| 19          | Alejandro Valverde | 42.         |

| Storbritannien GBR | Storbritannien GBR | Storbritannien GBR |
| ------------------ | ------------------ | ------------------ |
| Nr.                | Rytter             | Placering          |
| 20                 | Tao Geoghegan Hart | DNF                |
| 21                 | Geraint Thomas     | DNF                |
| 22                 | Simon Yates        | 17.                |
| 23                 | Adam Yates         | 9.                 |

| Italien ITA | Italien ITA     | Italien ITA |
| ----------- | --------------- | ----------- |
| Nr.         | Rytter          | Placering   |
| 24          | Alberto Bettiol | 14.         |
| 25          | Damiano Caruso  | 24.         |
| 26          | Giulio Ciccone  | 60.         |
| 27          | Gianni Moscon   | 20.         |
| 28          | Vincenzo Nibali | 53.         |

| Holland NED | Holland NED      | Holland NED |
| ----------- | ---------------- | ----------- |
| Nr.         | Rytter           | Placering   |
| 29          | Tom Dumoulin     | 44.         |
| 30          | Yoeri Havik      | DNF         |
| 31          | Wilco Kelderman  | 51.         |
| 32          | Bauke Mollema    | 4.          |
| 33          | Dylan van Baarle | 15.         |

| Colombia COL | Colombia COL   | Colombia COL |
| ------------ | -------------- | ------------ |
| Nr.          | Rytter         | Placering    |
| 34           | Esteban Chaves | 45.          |
| 35           | Sergio Higuita | 81.          |
| 37           | Nairo Quintana | 69.          |
| 38           | Rigoberto Urán | 8.           |

| Australien AUS | Australien AUS | Australien AUS |
| -------------- | -------------- | -------------- |
| Nr.            | Rytter         | Placering      |
| 40             | Luke Durbridge | 72.            |
| 41             | Lucas Hamilton | 71.            |
| 42             | Richie Porte   | 48.            |

| Danmark DEN | Danmark DEN             | Danmark DEN |
| ----------- | ----------------------- | ----------- |
| Nr.         | Rytter                  | Placering   |
| 43          | Kasper Asgreen          | DNF         |
| 44          | Jakob Fuglsang          | 12.         |
| 45          | Michael Valgren         | 78.         |
| 46          | Christopher Juul-Jensen | DNF         |

| Tyskland GER | Tyskland GER          | Tyskland GER |
| ------------ | --------------------- | ------------ |
| Nr.          | Rytter                | Placering    |
| 47           | Nikias Arndt          | 54.          |
| 48           | Emanuel Buchmann      | 29.          |
| 49           | Simon Geschke         | DNS          |
| 50           | Maximilian Schachmann | 10.          |

| Schweiz SUI | Schweiz SUI   | Schweiz SUI |
| ----------- | ------------- | ----------- |
| Nr.         | Rytter        | Placering   |
| 51          | Marc Hirschi  | 25.         |
| 52          | Stefan Küng   | 40.         |
| 53          | Gino Mäder    | 74.         |
| 54          | Michael Schär | 31.         |

| Portugal POR | Portugal POR    | Portugal POR |
| ------------ | --------------- | ------------ |
| Nr.          | Rytter          | Placering    |
| 55           | João Almeida    | 13.          |
| 56           | Nelson Oliveira | 41.          |

| Irland IRL | Irland IRL    | Irland IRL |
| ---------- | ------------- | ---------- |
| Nr.        | Rytter        | Placering  |
| 57         | Eddie Dunbar  | 76.        |
| 58         | Daniel Martin | 16.        |
| 59         | Nicolas Roche | 75.        |

| Ecuador ECU | Ecuador ECU      | Ecuador ECU |
| ----------- | ---------------- | ----------- |
| Nr.         | Rytter           | Placering   |
| 60          | Richard Carapaz  | 1.          |
| 61          | Jhonatan Narváez | 47.         |

| Ruslands Olympiske Komité ROC | Ruslands Olympiske Komité ROC | Ruslands Olympiske Komité ROC |
| ----------------------------- | ----------------------------- | ----------------------------- |
| Nr.                           | Rytter                        | Placering                     |
| 62                            | Pavel Sivakov                 | 32.                           |
| 63                            | Aleksandr Vlasov              | 59.                           |
| 64                            | Ilnur Sakarin                 | DNF                           |

| Norge NOR | Norge NOR                  | Norge NOR |
| --------- | -------------------------- | --------- |
| Nr.       | Rytter                     | Placering |
| 65        | Tobias Foss                | 61.       |
| 66        | Markus Hoelgaard           | 34.       |
| 67        | Tobias Halland Johannessen | 82.       |
| 68        | Andreas Leknessund         | 83.       |

| Polen POL | Polen POL          | Polen POL |
| --------- | ------------------ | --------- |
| Nr.       | Rytter             | Placering |
| 69        | Maciej Bodnar      | DNF       |
| 70        | Michał Kwiatkowski | 11.       |
| 71        | Rafał Majka        | 19.       |

| New Zealand NZL | New Zealand NZL | New Zealand NZL |
| --------------- | --------------- | --------------- |
| Nr.             | Rytter          | Placering       |
| 72              | George Bennett  | 26.             |
| 73              | Patrick Bevin   | DNF             |

| Sydafrika RSA | Sydafrika RSA    | Sydafrika RSA |
| ------------- | ---------------- | ------------- |
| Nr.           | Rytter           | Placering     |
| 74            | Stefan de Bod    | 52.           |
| 75            | Nicholas Dlamini | DNF           |
| 76            | Ryan Gibbons     | DNF           |

| Canada CAN | Canada CAN       | Canada CAN |
| ---------- | ---------------- | ---------- |
| Nr.        | Rytter           | Placering  |
| 77         | Guillaume Boivin | 65.        |
| 78         | Hugo Houle       | 85.        |
| 79         | Michael Woods    | 5.         |

| Tjekkiet CZE | Tjekkiet CZE    | Tjekkiet CZE |
| ------------ | --------------- | ------------ |
| Nr.          | Rytter          | Placering    |
| 80           | Zdeněk Štybar   | DNF          |
| 81           | Michal Schlegel | DNS          |
| 82           | Michael Kukrle  | 36.          |

| Østrig AUT | Østrig AUT          | Østrig AUT |
| ---------- | ------------------- | ---------- |
| Nr.        | Rytter              | Placering  |
| 83         | Patrick Konrad      | 18.        |
| 84         | Gregor Mühlberger   | 70.        |
| 85         | Hermann Pernsteiner | 30.        |

| USA USA | USA USA         | USA USA   |
| ------- | --------------- | --------- |
| Nr.     | Rytter          | Placering |
| 86      | Lawson Craddock | 80.       |
| 87      | Brandon McNulty | 6.        |

| Slovakiet SVK | Slovakiet SVK | Slovakiet SVK |
| ------------- | ------------- | ------------- |
| Nr.           | Rytter        | Placering     |
| 88            | Juraj Sagan   | DNF           |
| 89            | Lukáš Kubiš   | DNF           |

| Kasakhstan KAZ | Kasakhstan KAZ   | Kasakhstan KAZ |
| -------------- | ---------------- | -------------- |
| Nr.            | Rytter           | Placering      |
| 90             | Dmitrij Gruzdev  | DNF            |
| 91             | Aleksej Lutsenko | 21.            |
| 92             | Vadim Pronskij   | DNF            |

| Ukraine UKR | Ukraine UKR     | Ukraine UKR |
| ----------- | --------------- | ----------- |
| Nr.         | Rytter          | Placering   |
| 93          | Anatolij Budjak | 56.         |

| Estland EST | Estland EST   | Estland EST |
| ----------- | ------------- | ----------- |
| Nr.         | Rytter        | Placering   |
| 94          | Tanel Kangert | 46.         |
| 95          | Peeter Pruus  | DNF         |

| Eritrea ERI | Eritrea ERI             | Eritrea ERI |
| ----------- | ----------------------- | ----------- |
| Nr.         | Rytter                  | Placering   |
| 96          | Amanuel Ghebreigzabhier | 50.         |
| 97          | Merhawi Kudus           | 55.         |

| Letland LAT | Letland LAT     | Letland LAT |
| ----------- | --------------- | ----------- |
| Nr.         | Rytter          | Placering   |
| 98          | Krists Neilands | 33.         |
| 99          | Toms Skujiņš    | 22.         |

| Luxembourg LUX | Luxembourg LUX | Luxembourg LUX |
| -------------- | -------------- | -------------- |
| Nr.            | Rytter         | Placering      |
| 100            | Kevin Geniets  | 37.            |
| 101            | Michel Ries    | 73.            |

| Hviderusland BLR | Hviderusland BLR      | Hviderusland BLR |
| ---------------- | --------------------- | ---------------- |
| Nr.              | Rytter                | Placering        |
| 102              | Aljaksandr Rabusjenka | 66.              |

| Algeriet ALG | Algeriet ALG   | Algeriet ALG |
| ------------ | -------------- | ------------ |
| Nr.          | Rytter         | Placering    |
| 103          | Azzedine Lagab | DNF          |
| 104          | Hamza Mansouri | DNF          |

| Rumænien ROU | Rumænien ROU         | Rumænien ROU |
| ------------ | -------------------- | ------------ |
| Nr.          | Rytter               | Placering    |
| 105          | Eduard-Michael Grosu | DNF          |

| Litauen LTU | Litauen LTU         | Litauen LTU |
| ----------- | ------------------- | ----------- |
| Nr.         | Rytter              | Placering   |
| 106         | Evaldas Šiškevicius | DNF         |

| Ungarn HUN | Ungarn HUN    | Ungarn HUN |
| ---------- | ------------- | ---------- |
| Nr.        | Rytter        | Placering  |
| 107        | Attila Valter | DNF        |

| Grækenland GRE | Grækenland GRE         | Grækenland GRE |
| -------------- | ---------------------- | -------------- |
| Nr.            | Rytter                 | Placering      |
| 108            | Polychrónis Tzortzákis | 63.            |

| Panama PAN | Panama PAN        | Panama PAN |
| ---------- | ----------------- | ---------- |
| Nr.        | Rytter            | Placering  |
| 109        | Christofer Jurado | DNF        |

| Mexico MEX | Mexico MEX  | Mexico MEX |
| ---------- | ----------- | ---------- |
| Nr.        | Rytter      | Placering  |
| 110        | Eder Frayre | 39.        |

| Japan JPN | Japan JPN       | Japan JPN |
| --------- | --------------- | --------- |
| Nr.       | Rytter          | Placering |
| 111       | Yukiya Arashiro | 35.       |
| 112       | Nariyuki Masuda | 84.       |

| Guatemala GUA | Guatemala GUA | Guatemala GUA |
| ------------- | ------------- | ------------- |
| Nr.           | Rytter        | Placering     |
| 113           | Manuel Rodas  | DNF           |

| Rwanda RWA | Rwanda RWA    | Rwanda RWA |
| ---------- | ------------- | ---------- |
| Nr.        | Rytter        | Placering  |
| 114        | Moïse Mugisha | DNF        |

| Namibia NAM | Namibia NAM      | Namibia NAM |
| ----------- | ---------------- | ----------- |
| Nr.         | Rytter           | Placering   |
| 115         | Tristan de Lange | DNF         |

| Venezuela VEN | Venezuela VEN | Venezuela VEN |
| ------------- | ------------- | ------------- |
| Nr.           | Rytter        | Placering     |
| 116           | Orluis Aular  | DNF           |

| Tyrkiet TUR | Tyrkiet TUR | Tyrkiet TUR |
| ----------- | ----------- | ----------- |
| Nr.         | Rytter      | Placering   |
| 117         | Onur Balkan | DNF         |
| 118         | Ahmet Örken | DNF         |

| Kroatien CRO | Kroatien CRO | Kroatien CRO |
| ------------ | ------------ | ------------ |
| Nr.          | Rytter       | Placering    |
| 119          | Josip Rumac  | DNF          |

| Burkina Faso BUR | Burkina Faso BUR | Burkina Faso BUR |
| ---------------- | ---------------- | ---------------- |
| Nr.              | Rytter           | Placering        |
| 120              | Paul Daumont     | DNF              |

| Kina CHN | Kina CHN     | Kina CHN  |
| -------- | ------------ | --------- |
| Nr.      | Rytter       | Placering |
| 121      | Wang Ruidong | DNF       |

| Iran IRI | Iran IRI         | Iran IRI  |
| -------- | ---------------- | --------- |
| Nr.      | Rytter           | Placering |
| 122      | Saeid Safarzadeh | DNF       |

| Argentina ARG | Argentina ARG     | Argentina ARG |
| ------------- | ----------------- | ------------- |
| Nr.           | Rytter            | Placering     |
| 123           | Eduardo Sepúlveda | DNF           |

| Usbekistan UZB | Usbekistan UZB      | Usbekistan UZB |
| -------------- | ------------------- | -------------- |
| Nr.            | Rytter              | Placering      |
| 124            | Muradjan Halmuratov | 64.            |

| Marokko MAR | Marokko MAR        | Marokko MAR |
| ----------- | ------------------ | ----------- |
| Nr.         | Rytter             | Placering   |
| 125         | Mohcine El Kouraji | DNF         |

| Costa Rica CRC | Costa Rica CRC | Costa Rica CRC |
| -------------- | -------------- | -------------- |
| Nr.            | Rytter         | Placering      |
| 126            | Andrey Amador  | 68.            |

| Aserbajdsjan AZE | Aserbajdsjan AZE | Aserbajdsjan AZE |
| ---------------- | ---------------- | ---------------- |
| Nr.              | Rytter           | Placering        |
| 127              | Elchin Asadov    | DNF              |

| Peru PER | Peru PER       | Peru PER  |
| -------- | -------------- | --------- |
| Nr.      | Rytter         | Placering |
| 128      | Royner Navarro | DNF       |

| Kinesisk Taipei TPE | Kinesisk Taipei TPE | Kinesisk Taipei TPE |
| ------------------- | ------------------- | ------------------- |
| Nr.                 | Rytter              | Placering           |
| 129                 | Chun Kai Feng       | DNF                 |

| Hongkong HKG | Hongkong HKG  | Hongkong HKG |
| ------------ | ------------- | ------------ |
| Nr.          | Rytter        | Placering    |
| 130          | Choi Hiu Fung | DNF          |